# Lista de deputados estaduais da Bahia da 14.ª legislatura
Essa é uma lista de deputados estaduais da Bahia eleitos para o período 1999-2003.

## Composição das bancadas
| Partido | Líder                  | Bancada | Posição      |
| ------- | ---------------------- | ------- | ------------ |
| PFL     | Fábio Souto            | 23 / 63 | Governo      |
| PPB     | Paulo Carneiro         | 6 / 63  | Governo      |
| PT      | Moema Gramacho         | 6 / 63  | Oposição     |
| PTB     | João Bonfim            | 5 / 63  | Governo      |
| PL      | Rubém Carneiro         | 4 / 63  | Governo      |
| PSB     | Eliel Santana          | 4 / 63  | Oposição     |
| PSDB    | Arthur Oliveira Maia   | 4 / 63  | Independente |
| PMDB    | Targino Machado        | 4 / 63  | Governo      |
| PSC     | Jurandy Oliveira       | 3 / 63  | Governo      |
| PCdoB   | Alice Portugal         | 1 / 63  | Oposição     |
| PDT     | João Henrique Carneiro | 1 / 63  | Oposição     |
| PV      | Edson Duarte           | 1 / 63  | Oposição     |
| PTdoB   | Paulo Cezar Simões     | 1 / 63  | Governo      |

## Deputados estaduais
| Número | Deputados estaduais eleitos | Partido | Votação | Percentual | Cidade onde nasceu      | Unidade federativa  |
| 25110  | Fábio Souto                 | PFL     | 112.375 | 2,69%      | Salvador                | Bahia               |
| 25101  | Carlos Gaban                | PFL     | 81.030  | 1,94%      | Mococa                  | São Paulo           |
| 25163  | Robério Nunes               | PFL     | 67.422  | 1,61%      | Macaúbas                | Bahia               |
| 25170  | Fernando de Fabinho         | PFL     | 66.931  | 1,60%      | Santa Bárbara           | Bahia               |
| 11630  | Rosa Medrado                | PPB     | 66.831  | 1,60%      | Salvador                | Bahia               |
| 25111  | José Carlos Araújo          | PFL     | 62.041  | 1,48%      | Salvador                | Bahia               |
| 25150  | Antônio Rodrigues           | PFL     | 60.521  | 1,45%      | Olindina                | Bahia               |
| 11123  | Hélder Almeida de Souza     | PPB     | 58.959  | 1,41%      | Salvador                | Bahia               |
| 14110  | Antônio Honorato            | PTB     | 57.125  | 1,37%      | Salvador                | Bahia               |
| 25133  | Zelinda Novaes              | PFL     | 56.802  | 1,36%      | Iguaí                   | Bahia               |
| 25155  | Heraldo Eduardo Rocha       | PFL     | 56.162  | 1,34%      | Itaperuna               | Rio de Janeiro      |
| 22200  | Marcelo Guimarães           | PL      | 55.431  | 1,32%      | Salvador                | Bahia               |
| 25188  | Clóvis Ferraz               | PFL     | 55.218  | 1,32%      | Tremedal                | Bahia               |
| 22110  | Horácio Matos               | PL      | 55.170  | 1,32%      | Piatã                   | Bahia               |
| 25140  | Jusmari Oliveira            | PFL     | 50.682  | 1,21%      | Pérola d'Oeste          | Paraná              |
| 25160  | Vespasiano Santos           | PFL     | 46.862  | 1,12%      | Vitória da Conquista    | Bahia               |
| 25198  | Sônia Fontes                | PFL     | 46.157  | 1,10%      | Salvador                | Bahia               |
| 25115  | Reinaldo Braga              | PFL     | 42.703  | 1,02%      | Xique-Xique             | Bahia               |
| 25145  | José Nunes Soares           | PFL     | 41.659  | 1,00%      | Belém do São Francisco  | Pernambuco          |
| 25118  | Luiz de Deus                | PFL     | 41.615  | 0,99%      | Brejo Grande            | Bahia               |
| 25161  | Emério Reseda               | PFL     | 40.895  | 0,98%      | Conceição do Coité      | Bahia               |
| 25102  | Antônio Fernando            | PFL     | 40.629  | 0,97%      | Saúde                   | Bahia               |
| 25190  | Edmon Lucas                 | PFL     | 40.245  | 0,96%      | Itajuípe                | Bahia               |
| 25166  | Gildásio Penedo Filho       | PFL     | 38.616  | 0,92%      | Salvador                | Bahia               |
| 40145  | Lídice da Mata              | PSB     | 38.606  | 0,92%      | Cachoeira               | Bahia               |
| 25125  | Paulo Câmara                | PFL     | 38.350  | 0,92%      | Itabuna                 | Bahia               |
| 25104  | Osvaldo Souza               | PFL     | 35.537  | 0,85%      | Itiruçu                 | Bahia               |
| 22222  | Pedro Alcântara             | PL      | 34.989  | 0,84%      | Campo Alegre de Lourdes | Bahia               |
| 14118  | João Bonfim                 | PTB     | 32.506  | 0,78%      | Brumado                 | Bahia               |
| 11111  | Herculano Menezes           | PPB     | 32.159  | 0,77%      | Campo Formoso           | Bahia               |
| 20111  | Luciano Simões              | PSC     | 31.634  | 0,76%      | Salvador                | Bahia               |
| 25103  | Dr. Gérson de Deus          | PFL     | 31.215  | 0,75%      | Sapeaçu                 | Bahia               |
| 11101  | Paulo Carneiro              | PPB     | 31.017  | 0,74%      | Salvador                | Bahia               |
| 22112  | Rubém Carneiro              | PL      | 29.607  | 0,71%      | Serrinha                | Bahia               |
| 25119  | Fernando Andrade            | PFL     | 29.023  | 0,69%      | Cícero Dantas           | Bahia               |
| 14114  | Tarcízio Pimenta            | PTB     | 28.951  | 0,69%      | Feira de Santana        | Bahia               |
| 14116  | Nelson Leal                 | PTB     | 28.703  | 0,69%      | Salvador                | Bahia               |
| 14140  | Aderbal Caldas              | PTB     | 28.542  | 0,68%      | Itapicuru               | Bahia               |
| 65222  | Alice Portugal              | PCdoB   | 27.675  | 0,66%      | Salvador                | Bahia               |
| 45110  | Marcelo Nilo                | PSDB    | 27.657  | 0,66%      | Antas                   | Bahia               |
| 12345  | João Henrique Carneiro      | PDT     | 26.207  | 0,63%      | Feira de Santana        | Bahia               |
| 11122  | Raimundo Nonato             | PPB     | 26.011  | 0,62%      | Amargosa                | Bahia               |
| 11234  | Jânio Natal                 | PPB     | 25.172  | 0,60%      | Belmonte                | Bahia               |
| 20147  | Jurandy Oliveira            | PSC     | 22.856  | 0,55%      | Ipirá                   | Bahia               |
| 15111  | Targino Machado             | PMDB    | 22.208  | 0,53%      | Salvador                | Bahia               |
| 45789  | Wilsinho Brito              | PSDB    | 22.135  | 0,53%      | Prado                   | Bahia               |
| 15114  | Pastor José de Arimatéia    | PMDB    | 21.936  | 0,52%      | Alexandria              | Rio Grande do Norte |
| 40133  | Eliel Santana               | PSB     | 21.365  | 0,51%      | Estância                | Sergipe             |
| 40101  | Renato Costa                | PSB     | 20.985  | 0,50%      | Itiruçu                 | Bahia               |
| 15190  | Júnior Dape                 | PMDB    | 19.963  | 0,48%      | Campos dos Goytacazes   | Rio de Janeiro      |
| 15154  | Michel Hagge                | PMDB    | 19.562  | 0,47%      | Salvador                | Bahia               |
| 13166  | Moema Gramacho              | PT      | 19.203  | 0,46%      | Salvador                | Bahia               |
| 45111  | Arthur Oliveira Maia        | PSDB    | 18.843  | 0,45%      | Salvador                | Bahia               |
| 13100  | Zilton Rocha                | PT      | 18.730  | 0,45%      | Nova Canaã              | Bahia               |
| 43143  | Edson Duarte                | PV      | 18.132  | 0,43%      | Juazeiro                | Bahia               |
| 20144  | Joroastro Espínola (Zoro)   | PSC     | 17.439  | 0,42%      | Juazeiro                | Bahia               |
| 13199  | Zé das Virgens              | PT      | 17.339  | 0,41%      | São Gabriel             | Bahia               |
| 13234  | Yulo Oiticica               | PT      | 16.922  | 0,40%      | Salvador                | Bahia               |
| 13132  | Paulo Jackson               | PT      | 16.187  | 0,39%      | Caetité                 | Bahia               |
| 13133  | Luiz Carlos Bassuma         | PT      | 15.897  | 0,38%      | Curitiba                | Paraná              |
| 70123  | Paulo Cézar Simões          | PTdoB   | 15.753  | 0,38%      | Alagoinhas              | Bahia               |
| 45245  | Rui Macedo                  | PSDB    | 14.749  | 0,35%      | Andaraí                 | Bahia               |
| 40140  | Capitão Tadeu Fernandes     | PSB     | 14.451  | 0,35%      | Salvador                | Bahia               |